# Pelagianismus
Pelagianismus ist eine theologische Position im Christentum, nach der die menschliche Natur nicht durch die Erbsünde ganz verdorben worden sei, sondern schließlich, als von Gott geschaffen, gut sein müsse, wenn man nicht unterstellen wolle, ein Teil der Schöpfung Gottes sei böse. Im Kern lehrt die nach ihrem angeblichen Begründer Pelagius benannte Doktrin also, es sei grundsätzlich möglich, ohne Sünde zu sein (lateinisch: posse sine peccato esse). In zugespitzter Form handelt es sich um eine Lehre der Selbsterlösungsmöglichkeit und -fähigkeit des Menschen.

## Begründer
Es ist strittig, ob der Mönch und Moralist Pelagius († um 418) diese Lehre selbst vertreten hat oder ob nicht erst sein Anhänger und Rezipient Caelestius diese Lehre aus pelagianischen Schriften entwickelt hat. Als sich die Diskussion mehr und mehr auf die Frage der Erbsünde zuspitzte, war der apulische Bischof Julianus von Eclanum der bedeutendste theologische und philosophische Vertreter des Pelagianismus.

## Die Lehre des Pelagius

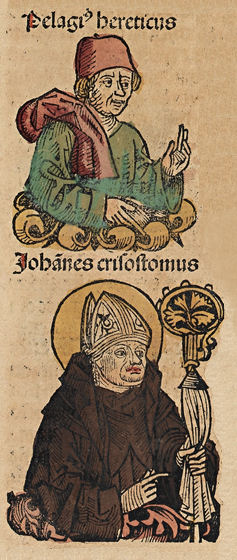
Illustration aus der Schedelschen Weltchronik (1493) zeigt Pelagius Hereticus und Johannes Chrysostomos

Der Pelagianismus lehrt, dass die menschliche Natur – von Gott stammend – auch göttlich sei und dass der sterbliche Wille in der Lage sei, ohne göttlichen Beistand zwischen Gut und Böse zu unterscheiden. Adams Sünde sei zwar ein schlechtes Beispiel für seine Nachkommen gewesen, habe aber nicht die Konsequenzen gezeitigt, die der Erbsünde zugerechnet werden. Der Mensch trage demzufolge die volle Verantwortung für sein Seelenheil und seine Sünden.
Die Gnade Gottes wird daher im Pelagianismus im Vergleich zu anderen theologischen Schulen nur zweitrangig und gegenüber dem freien Willen des Menschen nur als Ergänzung (quasi als hilfreiche Unterstützung des menschlichen Handelns) angesehen. Auch die Rolle Jesu Christi wird anders gesehen als in der kirchlich rezipierten Theologie: Er habe der Menschheit ein gutes Beispiel gegeben und sei damit Adams schlechtem Beispiel entgegengetreten.

## Pelagianischer Streit
Der Pelagianismus wurde von Augustinus von Hippo bekämpft und durch verschiedene Päpste, lokale Synoden und abschließend auf dem Konzil von Ephesos im Jahr 431 als Häresie verurteilt. Dieser sogenannte Pelagianische Streit war für die Westkirche wichtig, während der Pelagianismus in der Ostkirche trotz anfänglicher Unterstützung durch Theodor von Mopsuestia und Nestorius nie eine wesentliche Rolle gespielt hat.
Der Konflikt erstreckte sich über einen Zeitraum von mehreren Jahrzehnten. Einziges exaktes Datum ist nur die Beendigung durch das Konzil von Ephesos im Jahr 431. Der Beginn der Auseinandersetzung wird um das Jahr 410 vermutet, als Caelestius, ein Gefährte des Pelagius, sogenannte Sechs Sätze und Pelagius selbst seine Schrift De Natura (Über die Natur) veröffentlichte.
Weil diese Lehre die Freiheit des menschlichen Willens und darin eingeschlossen die Möglichkeit eines sittlich-vollkommenen Lebens mit der Erbsündenlehre des Augustinus kollidierte und damit auch die Notwendigkeit der Säuglingstaufe bestritt, ließ Augustinus Pelagius und Caelestius bereits 411 von einer Synode in Karthago als Häretiker verurteilen.
Als Augustinus erfuhr, dass Pelagius im Osten versuchte, wieder in die Kirche aufgenommen zu werden, wandte er sich 415 an Hieronymus, um durch dessen Unterstützung eine Verurteilung der pelagianischen Lehre auch im Osten zu erreichen. Trotz Hieronymus’ Bemühungen trat das Gegenteil ein: Eine Synode unter Vorsitz des Bischofs von Jerusalem rehabilitierte Pelagius und Caelestius. Später rechtfertigten die griechischsprachigen Bischöfe Palästinas ihre Entscheidung damit, sie hätten die auf Latein vorgebrachten Vorwürfe der afrikanischen Bischöfe nicht recht verstanden. Augustinus sorgte jedenfalls dafür, dass zwei nordafrikanische Regionalsynoden nochmals die Lehren sowohl des Pelagius wie auch des Caelestius verurteilten.
Nach der Verurteilung des Pelagianismus durch Papst Zosimus widmete sich Augustinus im Jahr 418 erneut der pelagianischen Lehre von Sünde und Gnade und verfasste die Schrift De gratia Christi et de peccato originali. Sein bedeutendster, ihm rhetorisch wie intellektuell mindestens ebenbürtiger und oft sogar überlegen wirkender Gegenspieler in dieser Auseinandersetzung war der Bischof Julianus von Eclanum, der sich geweigert hatte, die von Papst Zosimus gegen Pelagius verfasste Epistola Tractatoria zu unterzeichnen, und deswegen abgesetzt wurde. Die Autorität des Augustinus bewirkte allerdings, dass weitere lokale Synoden die pelagianischen Lehren verurteilten, bis schließlich mit dem Konzil von Ephesos (431) der Pelagianische Streit mit einer endgültigen Verurteilung dieser Lehre beendet wurde.
Eine Modifikation des Pelagianismus, die jedoch die Lehrverurteilungen des Konzils von Ephesos berücksichtigte, wurde als Semipelagianismus, als halber Pelagianismus, bekannt. Wegen semipelagianischer Lehren hatte Augustinus schon den Mönchsvater Johannes Cassianus (um 360–435) angegriffen und sich gegen Thesen in dessen Schrift De incarnatione Christi contra Nestorium gewandt. Die semipelagianischen Lehren wurden zwar knapp 100 Jahre später auf der Synode von Orange (529) verurteilt, blieben jedoch in der Kirche Galliens und insbesondere Irlands – und von dort aus in der iro-schottischen Mission – als unterschwelliger Einfluss noch in den folgenden Jahrhunderten erhalten.

## Folgen, Wirkungsgeschichte und Kritik
Augustinus sah sich durch die Auseinandersetzungen veranlasst, seine Gnadenlehre weiter zu entfalten. Dies geschieht vor allem in den Schriften Von der Sünden Lohn und von der Vergebung und der Kindertaufe und Vom Geist und vom Buchstaben.
Die meisten Reformatoren, insbesondere Johannes Calvin (1509–1564) in seiner Institutio, betonten den Fall, den Fluch und die völlige Verdorbenheit des Menschen im Anschluss an Augustinus und verwarfen den Pelagianismus. In Anlehnung an die biblischen Aussagen sprachen sie weniger von der Erbsünde als von Befleckung mit der Sünde von Geburt an und von der Trennung von Gott als dem geistlichen Tod.
Der deutsche Philosoph Immanuel Kant (1724–1804) ging mit seinem sittlichen Ideal und dem kategorischen Imperativ weit über den Pelagianismus und den Sozinianismus hinaus. Die praktische Vernunft ermögliche die menschliche Autonomie und Freiheit ohne Einschränkung und schließe jeden Gnadeneinfluss aus.
Gegen die Doktrin der Erbsünde wandte sich der Evangelist der Heiligungsbewegung Charles Grandison Finney (1792–1875) und verbreitete erneut eine tendenziell pelagianische Sichtweise. Er meinte, dass die Menschen frei wählen können und sich für oder gegen Gott entscheiden können. Dagegen stellte sich im 20. Jahrhundert der evangelikale Anglikaner James I. Packer und nannte den Pelagianismus die natürliche Häresie eifriger Christen, die an Theologie kein Interesse hätten.
Papst Franziskus verwendete 2018 den Begriff Neu-Pelagianismus, um aufzuzeigen, dass viele Menschen im Westen des 21. Jahrhunderts dank der kulturellen Errungenschaften und der wissenschaftlichen Erkenntnisse den Eindruck hätten, ihr Leben bewusst und glücklich auch ohne Gott gestalten zu können, und eine Art Selbsterlösung anstrebten.
Die englische Spezialistin für mittelalterliche Geschichte, Ali Bonner, bezeichnete 2022 den Pelagianismus als einen Mythos, da griechische Autoren lange vor Pelagius diese Lehren entwickelt und aufgeschrieben hätten. Es bestehe eine große Diskrepanz zwischen den Vorwürfen von Augustinus und dem Inhalt von Pelagius’ Schriften. Von den 14 als falsch deklarierten Lehrpunkten, die Augustinus ihm vorhielt, finde sich in den Schriften des Pelagius etwa nur die Hälfte eines dieser Punkte wieder und sechseinhalb dieser Punkte stünden sogar im direkten Gegensatz zu Pelagius’ Aussagen. Pelagius habe kein neues Lehrsystem erfunden, sondern Augustinus habe ihn anstelle von (teils bereits damals verstorbenen) griechischen Kirchenvätern mittels Strohmann-Argumentation der Häresie beschuldigt und an ihm seine vermeintliche Überlegenheit, seine vermeintliche Stärke und seinen Einfluss demonstriert.

### Sekundärliteratur
- Marc Bergermann: Historia Pelagiana. Wahrnehmung und Darstellung des pelagianischen Streites in der protestantischen Kirchenhistoriographie des 18. Jahrhunderts, Mohr Siebeck, Tübingen 2021, ISBN 978-3-16-159070-2.
- Ali Bonner: The Myth of Pelagianism. Oxford University Press, Oxford 2018, ISBN 978-0-19-726639-7.
- G. Bonner: Augustine and modern research on Pelagianism; Villanova 1972.
- G. Bonner: Artikel Pelagius / Pelagianischer Streit; in: Theologische Realenzyklopädie 26, 1996, S. 178–185.
- Albert Emil Bruckner: Julian von Eclanum. Sein Leben und seine Lehre. Ein Beitrag zur Geschichte des Pelagianismus; Leipzig 1897.
- Albert Emil Bruckner: Quellen zur Geschichte des pelagianischen Streites, Vero Verlag, 2020, ISBN 978-3-7372-1706-4 (Nachdruck von 1906).
- Volker Henning Drecoll: Pelagianismus – eine konstruierte Häresie? Ein Forschungsbericht, in: Historische Zeitschrift, 18, 2023.[6]
- Y.-M. Duval: Julien d’Éclane et Rufin d’Aquilée. Du Concile de Rimini à la répression pélagienne; in: Revue des Etudes Augustiniennes, 24, 1978, S. 243–271.
- R. F. Evans: Pelagius. Inquiries and Reappraisals, New York 1968.
- Kurt Flasch: Augustin. Einführung in sein Denken; Stuttgart 1980.
- Gisbert Greshake: Gnade als konkrete Freiheit. Eine Untersuchung zur Gnadenlehre des Pelagius; Mainz 1972.
- Emil Höhne: Darstellung und Beurteilung des Kantschen Pelagianismus, Forgotten Books, 2017/2018, ISBN 978-1-334-29464-8 (Nachdruck von 1881).
- Johannes Jüngst: Kultus- und Geschichtsreligion (Pelagianismus und Augustinismus), ein Beitrag zur religiösen Psychologie und Volkskunde, J. Ricker, Gießen 1901.
- Andreas Kessler: Reichtumskritik und Pelagianismus: die pelagianische Diatribe de divitiis: Situierung, Lesetext, Übersetzung, Kommentar; Paradosis, 43, Universitäts-Verlag, Freiburg 1999, ISBN 3-7278-1172-2 (Dissertation 1997).
- Franz Klasen: Die Innere Entwicklung Des Pelagianismus, in: Beitrag zur Dogmengeschichte, Forgotten Books, 2018, ISBN 978-0-259-05601-0.
- Mathijs Lamberigts: Recent Research into Pelagianism with Partin, Emphasis on the Role of Julian of Aeclanum; in: Augustiniana 52, 2002, S. 175–198.
- Josef Lössl: Julian von Aeclanum. Studien zu seinem Leben, seinem Werk, seiner Lehre und ihrer Überlieferung; Leiden, Boston, Köln 2001.
- Parthenius Minges: Die Gnadenlehre des Duns Scotus auf ihren angeblichen Pelagianismus und Semipelagianismus, Forgotten Books, 2018, ISBN 978-0-366-52138-8.
- Ekkehard Mühlenberg: Dogma und Lehre im Abendland. Erster Abschnitt: Von Augustin bis Anselm von Canterbury; in: C. Andresen (Hrsg.): Handbuch der Dogmen- und Theologiegeschichte, Band 1: Die Lehrentwicklung im Rahmen der Katholizität; Göttingen 1983; S. 406–483.
- Raymund Schwager: Unfehlbare Gnade gegen göttliche Erziehung: Die Erlösungsproblematik in der pelagianischen Krise, Zeitschrift für katholische Theologie, Österreichische Provinz der Gesellschaft Jesu, Vol. 104, N° 3, 1982, S. 257–290.
- Andreas Urs Sommer: Das Ende der antiken Anthropologie als Bewährungsfall kontextualistischer Philosophiegeschichtsschreibung: Julian von Eclanum und Augustin von Hippo; in: Zeitschrift für Religion- und Geistesgeschichte, 57 (2005); Heft 1, S. 1–28.
- Sebastian Thier: Kirche bei Pelagius; Berlin, New York 1999.
- Otto Wermelinger: Rom und Pelagius. Die theologische Position der römischen Bischöfe im pelagianischen Streit in den Jahren 411–432; Stuttgart 1975.
- Kenneth M. Wilson: Augustine’s Conversion from Traditional Free Choice to »Non-free Free Will« – A Comprehensive Methodology, Mohr Siebeck, Tübingen 2018.
- Ken Wilson: War Augustin der erste Calvinist? – Wenn ein Lehrsystem auf Sand gebaut ist, Düsseldorf: Christlicher Medienvertrieb Hagedorn, 2020.
- Friedrich Wörter: Der Pelagianismus nach seinem Ursprung und seiner Lehre: ein Beitrag zur Geschichte des Dogma's von der Gnade und Freiheit, Wagner, Freiburg 1874; Kessinger Publishing, 2010, ISBN 978-1-160-86344-5.